# Avenue de l'Opéra (film)
Pour la voie parisienne, voir Avenue de l'Opéra.
 (juillet 2025).
Pour plus de détails, voir Fiche technique et Distribution.
Avenue de l'Opéra est un film français réalisé par Alice Guy en 1900.

## Synopsis
Une vue de l’avenue de l’Opéra à Paris projetée à l’envers pour lui donner un caractère comique.

## Fiche technique
- Titre : Avenue de l'Opéra
- Réalisation : Alice Guy
- Société de production : Société L. Gaumont et compagnie
- Pays d’origine :  France
- Genre : Documentaire humoristique
- Durée : 1 minute
- Date de sortie : 1900
- Licence : Domaine public

## Analyse
Pour le spectateur d’aujourd'hui, l’aspect documentaire retient évidemment plus l’attention que l’aspect comique.